# KAA Gent in het seizoen 1998/99
Dit artikel beschrijft de resultaten van voetbalclub KAA Gent in het seizoen 1998-99.
Na het vorige seizoen 1997-98, waarin Gent op een bescheiden 8ste plaats was geëindigd, wou voorzitter Jean Van Milders het anders aanpakken. De leiding van de sportieve cel liet hij in handen van coach Johan Boskamp, die halverwege het voorgaande seizoen werd aangetrokken. Maar toen dit geen zoden aan de dijk bracht en Gent na twee maanden competitie geen vooruitgang boekte, werd op 14 oktober hulptrainer Herman Vermeulen aangesteld als hoofdcoach ad-interim tot er een nieuwe trainer werd gevonden die meer geschikt leek voor het werk en de kern van dat ogenblik. Deze werd uiteindelijk gevonden rond de jaarwisseling, toen Trond Sollied werd voorgesteld als Noorse nieuwkomer. Hij kwam over van de club Rosenborg BK in zijn thuisland en veranderde onmiddellijk de manier van werken binnen de club, waardoor hij een project op lange termijn was opgestart. Hij paste de spelerskern aan volgens zijn zienswijze en wist zo de ploeg verder te ontwikkelen voor later. In het seizoen 1998-99 werd uiteindelijk hetzelfde eindklassement behaald als een seizoen eerder, maar werd de basis gelegd voor de verdere ontwikkeling van de ploeg. In de Beker van België werd in de 1/16e finale op verplaatsing verloren van KV Kortrijk met 5-2.

## Samenstelling van het A-elftal
| Naam               | Nationaliteit      |
| ------------------ | ------------------ |
| Doelman            |                    |
| Frédéric Herpoel   | België             |
| Verdedigers        |                    |
| Ivica Dragutinović | Servië             |
| Pieter Collen      | België             |
| Edin Ramčić        | Bosnië-Herzegovina |
| Stijn Vreven       | België             |
| Frank Dauwen       | België             |
| Abdelkarim Ermouki | Marokko            |
| Middenvelders      |                    |
| Ronald Foguenne    | België             |
| Thomas Chatelle    | België             |
| Sylvain N'Diaye    | Senegal            |
| Lotfi Ben Sassi    | Tunesië            |
| Cédric Roussel     | België             |
| Aanvallers         |                    |
| Marc Degryse       | België             |
| Sandy Martens      | België             |
| Ode Thompson       | Nigeria            |